# Hallennes-lez-Haubourdin
Hallennes-lez-Haubourdin es una comuna francesa situada en el departamento de Norte, en la región Alta Francia.

## Demografía
| 1894 | 2405 | 3286 | 3251 | 3851 | 3810 | 4727 |
| Para los censos de 1962 a 1999 la población legal corresponde a la población sin duplicidades (Fuente: INSEE [Consultar]) |      |      |      |      |      |      |